# 清児駅
清児駅（せちごえき）は、大阪府貝塚市清児にある水間鉄道水間線の駅。
かつてはこの駅から泉佐野市犬鳴を経由して、和歌山県那賀郡粉河町（現在の紀の川市）方面へ路線を敷設する計画があった。詳しくは「水間鉄道水間線#水間鉄道新線計画」を参照されたい。水間線の途中駅で最も乗降客数が多い駅でもある。

## 歴史
- 1925年（大正14年）12月24日：開業。

## 駅構造
単式ホーム1面1線を有する地上駅。駅員無配置駅。駅舎や改札は設けられておらず、直接ホームに入る形となる。
なお、2009年（平成21年）6月1日のPiTaPa対応・全車ワンマン化に伴い、当駅には、平日朝ラッシュ時間帯（祝日を除く）に限り運用されるICカード専用乗車リーダー・タッチパネル付降車用運賃箱が設置されている。平日朝ラッシュ時の貝塚行きのみ全てのドアが開く。2020年（令和2年）6月15日からは、平日朝ラッシュ時の水間観音駅行きと、それ以外の時間帯は他の無人駅同様、精算には車内の機器を使用する。

## 利用状況
「大阪府統計年鑑」によると、2019年（令和元年）次の1日平均乗降人員は1,252人（乗車人員：646人、降車人員：606人）である。
近年の1日平均乗降人員推移は下記の通り。
| 年次   | 1日平均 乗降人員 | 1日平均 乗車人員 | 出典   |
| ------ | ---------------- | ---------------- | ------ |
| 2010年 | 1,381            | 701              | [ 1 ]  |
| 2011年 | 1,330            | 676              | [ 2 ]  |
| 2012年 | 1,304            | 663              | [ 3 ]  |
| 2013年 | 1,401            | 719              | [ 4 ]  |
| 2014年 | 1,462            | 750              | [ 5 ]  |
| 2015年 | 1,422            | 731              | [ 6 ]  |
| 2016年 | 1,364            | 702              | [ 7 ]  |
| 2017年 | 1,309            | 675              | [ 8 ]  |
| 2018年 | 1,282            | 661              | [ 9 ]  |
| 2019年 | 1,252            | 646              | [ 10 ] |

## 駅周辺
駅周辺には歴史を感じる民家が立ち並ぶ。周辺道路は非常に狭く、特に、駅出入口付近は自動車も通れないほどの狭さである。駅のすぐ西側には「サンシティ貝塚」というマンションがあり、そこから西へ進むと大阪府立貝塚南高等学校に至る。
- 天然温泉・清児の湯
- 大阪府道40号岸和田牛滝山貝塚線
- 河池
- 近木川

## 隣の駅
水間鉄道
■水間線
石才駅 - 清児駅 - 名越駅